# Marius de Zayas
Marius de Zayas Enriquez y Calmet (13. března 1880 Veracruz, Mexiko – 10. ledna 1961 Stamford, Connecticut, Spojené státy) byl mexický výtvarník, spisovatel a galerista, který ovlivnil newyorské umělecké kruhy po roce 1910 a ve dvacátých letech.

## Život a dílo

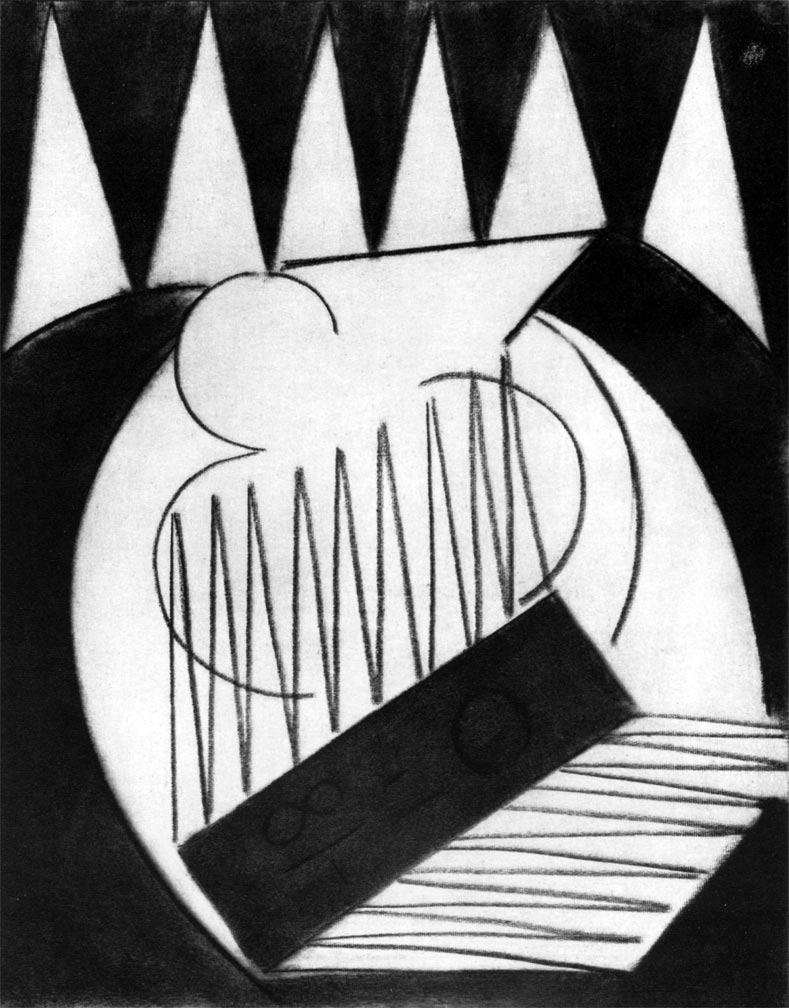
Rosevelt, publikováno v magazínu Camera Work, 1914

Marius de Zayas se narodil v bohaté aristokratické rodině. Jeho otec Rafael de Zayas (1848–1932) byl právníkem, novinářem, spisovatelem, dramatikem a básníkem. Založil ve Veracruz dvoje noviny, které ovlivnily uměleckou kariéru jeho synů Maria a George, kteří pro ně kreslili ilustrace.
V roce 1906 začali oba bratři kreslit karikatury pro nejvýznamnější noviny mexické metropole El Diario, které založil americký novinář Benjamin De Casseres. O rok později se noviny jejich otce ostře postavily proti mexickému prezidentovi Porfiriovi Diazovi. Rodina se ocitla v ohrožení a odjela z Mexika do New Yorku.

Marius získal krátce po příjezdu do New Yorku místo karikaturisty v New York Evening World a rychle získal reputaci svými duchaplnými karikaturami prominentních občanů. Díky svým kontaktům s umělci se seznámil s Alfredem Stieglitzem, který v lednu 1909 vystavil de Zayasovy karikatury ve své Galerii 291. Následující rok uspořádal Stieglitz výstavu de Zayasových třírozměrných karikatur. Na velké dřevěné základně vytvořil více než 100 volně stojících vystřižených kartonů zobrazujících největší prominenty New Yorku korzujících po Páté avenue před hotelem Plaza. Výstava, která zůstala přístupná šest měsíců, byla tak populární, že fronty návštěvníků často sahaly ven ze dveří galerie.
V říjnu 1910 de Zayas odcestoval do Paříže, kde setrval téměř rok vyhledáváním výtvarníků a zkoumáním uměleckých směrů pro Stieglitze. Zde se také poprvé setkal s kubistickými díly, jejichž autora ještě neznal. Byl jím Picasso, a protože mluvili stejným jazykem, za dva měsíce s ním de Zayas udělal rozhovor. Na jeho základě pak otiskl článek, který byl prvním publikovaným záznamem Picassova pohledu na svou práci.
V Paříži de Zayas také poprvé zhlédl africké umění, ve kterém rozpoznal jeho vliv na vývoj děl moderního umění, které zde viděl. Navrhl Stieglitzovi uspořádat výstavu afrického umění. V roce 1914 se pak konala jedna z prvních výstav afrického umění v kontextu moderního umění v galerii 291.
Roku 1911 se vrátil do New Yorku, kde na základě své zkušenosti z Paříže začal zkoušet nový, abstraktnější styl karikatur. Výsledkem nového přístupu byla jeho poslední, ale nejdůležitější výstava v galerii 291 v dubnu a květnu 1913.
Na jaře 1914 se de Zayas vrátil do Paříže, kde obnovil své dřívější přátelství s Francisem Picabiou, který uvedl de Zayase do společnosti výtvarníků a spisovatelů včetně Apollinaira, Gertrudy Steinové, G. B. Shawa a A. L. Coburna. De Zayas byl uchvácen novými pracemi, které spatřil, a opět psal Stieglitzovi a doporučoval výstavy Picabia, Picassa a George Braqua.
Když v Evropě vypukla první světová válka, vrátil se de Zayas se do New Yorku. Ihned začal za pomoci svého přítele a spolupracovníka Paula Havilanda pracovat na oživení newyorské umělecké scény a společně se spisovatelkou a mecenáškou Agnes Ernstovou-Meyerovou přesvědčili Stieglitze k založení časopisu nazvaného 291 na počest jeho galerie. Následující rok strávil de Zayas většinu času a energie na redigování a vytváření prací pro nový časopis. Jeho interpretace básní Meyerové a dalších autorů byla počátkem konceptu vizuální poezie ve Spojených státech. Přestože byl časopis 291 výtvarně zdařilý, nebyl atraktivní pro širokou veřejnost a jeho vydávání bylo zastaveno po dvanácti číslech.
V té době přesvědčil de Zayas Meyerovou, že je v New Yorku potřebná nová umělecká galerie, která by podporovala avantgardní umění, a s její finanční podporou otevřel v říjnu 1915 na Páté avenue výstavní síň The Modern Gallery. Během následujících tří let galerie prezentovala souvislou řadu děl Picassa, Picabii, Braqua, Cézanna, van Gogha, Brancusiho, Rivery a dalších moderních výtvarníků. I když de Zayas uvedl svou novou galerii jako „další výraz 291“, Stieglitz to chápal jako přímou konkurenci své vlastní galerie, což vedlo k narušení jeho přátelství a spolupráce s de Zayasem.
Ve stejné době spolupracoval de Zayas s Havilandem na knize o moderním umění, kterou vydali roku 1916 v New Yorku pod názvem A Study of the Modern Evolution of Plastic Expression. Kniha byla „jedním z prvních pokusů vypořádat se ze základními problémy moderního umění.“
Roku 1919 změnil Marius de Zayas jméno galerie z Modern Gallery na De Zayas Gallery a pokračoval v pořádání výstav další dva roky. Po uzavření galerie se vrátil do Evropy, kde strávil dvacet let organizováním významných putovních výstav moderního umění.
Na konci třicátých let se oženil s Virginií Harrisonovou, která byla potomkem železničního magnáta Charlese Crockera.
Na naléhání ředitele Muzea moderního umění Alfreda Barra začal de Zayas ve čtyřicátých letech psát historii počátků moderního umění v New Yorku. Připravil rukopis s mnoha poznámkami a fotografiemi, ale za jeho života vydán nebyl. Vyšel až v roce 1996.
De Zayas se vrátil do Spojených států po druhé světové válce. Usadil se nejprve v Connecticutu ve Stamfordu, později v Greenwichi. Zemřel roku 1961 ve stamfordské nemocnici ve věku jednaosmdesáti let.